# ビクトリア富士美
ビクトリア 富士美（ビクトリア ふじみ、1960年7月5日 - ）は、日本の元女子プロレスラー。本名は鋤崎 富士美（すきさき ふじみ）。長崎県出身。姉は覆面レスラー・シルバーサタンとしても活躍した鋤崎真澄。

## 来歴
- 1976年に全日本女子プロレスの昭和51年組として入門。同年5月30日、後楽園ホールで池下ユミ相手にデビュー戦を行い引き分け。その年の新人王トーナメントでは決勝でナンシー久美を退け新人王獲得。新人王戦に先立ちワールドリーグ戦にも出場、決勝まで進みジャッキー佐藤に敗れたものの準優勝の快挙を成し遂げる。
- ナンシー久美をパートナーとしたタッグチーム「ゴールデン・ペア」として、第68代WWWA世界タッグ王座を獲得。
- 池下ユミ率いるヒール集団「ブラック軍団」の副首領を務めた時期もある。
- 1980年に腰痛を患い引退。その後1982年4月に1試合だけ復帰戦を行ったが、後輩の浅見美樹と引き分けに終わっている。

## タイトル歴
- 第68代WWWA世界タッグ（パートナーはナンシー久美）

## レコード
- 「ソーダ水の向こうに」（1978年、ナンシー久美＆ビクトリア富士美の「ゴールデンペア」名義）
- 「ミステリー・ラヴ」（ゴールデン・ペア）

## テレビ出演
- 江戸特捜指令 第17話「くの一! 花嫁に何が起ったか」（1977年、毎日放送）